# فرانک کامبوج
فرانک کامبوج (به انگلیسی: Cambodian franc) (به زبان بومی: Franc) یکای پول رایج در کشور کامبوج بین سال‌های ۱۸۷۵ تا ۱۸۸۵ با ارزشی برابر با فرانک فرانسه بود. این یکا با پیاستر جایگزین گردید.